# 김건순
김건순(金建淳, 1776년 ~ 1801년 6월 1일)은 조선 후기의 학자이자 노론 출신의 유일한 천주교 신자이자 순교자였다. 세레명은 요사팟이다. 경기도 여주 지역의 초기 천주교 신앙공동체 지도자였다. 종가로 입양되었으나 천주교도가 되자 일족들로부터 비판을 받았다. 1801년 신유박해(辛酉迫害) 때 순교하였고 사형후 종손의 자격이 박탈되었다. 문집으로는 《천당지옥론(天堂地獄論)》이 있다.

## 생애

### 어린 시절
자는 정학(正學), 호는 가귤(嘉橘). 본관은 안동이다. 청음 김상헌(金尙憲)의 7대손으로 노론 가문이며, 김이구(金履九)의 아들이다. 서울 출신으로 경기도 여주군의 종갓집에 입양되었으나 1797년 청나라의 신부 주문모(周文謨)를 만나, 그의 지도로 영세를 받고 천주교에 입교하였는데, 가톨릭에 입교한 일로 일족들로부터 비판을 받았다.
9세 때에 이미 도가의 학문을 습득하였으며 또 14세 때에 집안에 있던 《기인십편》(畸人十篇), 《진도자증》(眞道自證), 《교요서론》(敎要序論), 《만물진원》(萬物眞原) 등 천주교 서적을 읽고 《천당 지옥론》을 저술하였으며, 이후에는 유학의 경사자집(經史子集)과 불가·도가·병가의 서적을 독파하였다.

### 천주교 입문
경기도 양근(陽根)에 살던 남인출신 학자 권철신(權哲身) 암브로시오 등과도 교류하며 주자가례에 대해 토론하였으며, 18세 때 양아버지가 서거하자 주자가례의 상례(喪禮)가 맞지 않는다 하여 따르지 않았고, 이를 비판하는 사대부에게는 변호의 글을 써서 내놓았다. 남인 학자 이가환(李家煥)은 그의 천주교 변호문을 읽고 칭찬을 아끼지 않았다. 이처럼 학문으로 이름이 있었음은 물론 성품이 점잖고, 효성이 두터웠으며, 남을 위해 희사도 많이 하였으므로 사람들은 그가 높은 관직을 차지하게 될 것으로 믿었다.
그는 권철신, 이가환 등과 교유, 토론하면서 천주교 교리를 자세히 이해하게 되었고, 1797년 음력 8월경 청나라 출신의 신부 주문모(周文謨) 신부를 만나 면담한 뒤, 천주교에 입교할 신념을 확신하게 되었다. 처음 그는 이중배(李中培, 마르티노) 등과 교분을 쌓고, 청나라 북경의 선교사를 만나본 후 그들로부터 천주교교리에 대한 지식을 학습, 조선에 들여와 널리 전파할 계획을 세운 적도 있었고, 주문모 신부를 만나서는 그를 통해 서양의 군사지식과 군함 제조술을 배웠으며, 이를 바탕으로 병자호란의 치욕을 갚으려 한다는 계획을 설명하기도 하였다.
신부를 만난 뒤 집으로 돌아온 그는 이중배, 이희영(李喜英, 루가), 원경도(元景道, 요한) 등에게 천주교를 전하였다. 그러다가 그해 11월에 소북(小北) 출신의 강이천이 '해도 병마설'(海島兵馬說)을 퍼뜨린 죄로, 유언비어 날조혐의로 체포, 압송되면서 당파를 초월하여 가까이 지냈던 김건순도 연루되어, 함께 체포되어 형조로 압송당하였다. 그러나 정조의 특별 은혜를 입어 곧 석방될 수 있었다.

### 전교활동
주문모 신부의 지도를 받아 영세를 받고(1799년 7월 8일 (음력 6월 6일) 신자가 되었다. 그리고 이후에는 천주교의 가르침을 따라 전교에 앞장섰고, 정약종(丁若種, 아우구스티노)과 함께 교리를 체계적이면서도 쉽게 설명한 《성교전서》(聖敎全書)를 저술하기 시작하였는데, 이 작업은 박해로 중단되고 말았다. 가톨릭에 입교한 일로 일족들로부터 비판을 받았다. 이때 그의 생부와 형은 그가 천주교 믿는 일을 중단, 배교시키려고 온갖 설득과 위협과 회유를 다하였지만 실패하고 말았다.

### 신유박해
1800년에 즉위한 순조의 수렴청정을 하고 있던 정순왕후가 천주교 엄금에 관해 하교를 내리자(1801년 2월 22일(음력 1월 10일)), 주문모 신부가 자수(4월 24일(음력 3월 12일))한 직후에 체포되어(4월 28일(음력 3월 16일)) 의금부로 압송되었다. 형문에서 천주교 신자가 아님을 내세우려 하였고, 주문모 신부와의 대질에서도 처음에는 그를 본 일이 없다고 주장하였으며, 영세 사실까지도 부인하였으나 그는 6월 1일(음력 4월 20일) 서소문 밖에서 참수당하였다.(1801년의 신유박해(辛酉迫害))
황사영(黃嗣永)은 그 뒤 〈황사영 백서〉에서 그를 순교자라 하였고, 클로드샤를 달레의 《한국 천주교회사》에서도 그를 순교자로 설명하고 있다.
"그가 처형당할 때 시민들에게 '세상의 벼슬이나 명예는 모두가 헛되고 거짓된 것이오. 나 역시 약간의 명망이 있고 벼슬도 할 수 있었지만 그것이 헛되고 거짓된 것이기에 버리고 취하지 않았소. 오직 하느님의 성교만이 지극히 진실한 것이기에 이것을 위해 죽음도 사양치 않는 것이오. 당신들도 이 뜻을 자세히 알도록 하시오'라고 말하고는 마침내 참수 당해 순교하였다. 이 때, 그의 나이 26세였는데 장안 사람들이 모두 애석해 했습니다" (황사영 백서)
사형 집행 후 문중에서 종손의 자격을 박탈하였다.

## 가족관계
- 7대조: 김상헌(金尙憲)
  - 6대조: 김광찬(金光燦)
    - 현조부 : 김수항(金壽恒)
      - 고조부 : 김창업(金昌業)
        - 증조부 : 김신겸(金信謙)
          - 조부 : 김양행(金亮行)
            - 아버지 : 김이구(金履九)
            - 어머니: 기계유씨(杞溪兪氏)
              - 아들 : 김윤근(金潤根), 김익근(金謚根)

## 저서
- 《천당지옥론(天堂地獄論)》

## 같이 보기
- 노론
- 주문모
- 신유박해
- 황사영 백서

## 참고 문헌
- 춘추관 관원들 (1838). 《순조실록》.